# Husar
En husar er en let kavalerist primært bevæbnet med sabel, pistol og karabin og undertiden med en let lanse. Ordet "husar" stammer fra det ungarske "huszár" (med næsten samme udtale). Oprindelsen er sandsynligvis det serbiske "gusar" (røvere), som igen sandsynligvis stammer fra det græske "chosaroi", navnet på letbevæbnet østromersk kavaleri i 900-tallet. En alment godtaget teori siger, at ordet kommer direkte fra det ungarske "húsz", 20, da tyve husstande havde ansvaret for at stille og udruste en soldat.

## Uniform
De ungarske husarers farverige uniform fra 1700-tallet var inspireret af den ungarske mode. Normalt bestod uniformen af en kort jakke kendt som en "dolman" , senere en mellemlang jakke "attila", begge med tunge vandrete flettede guldsnore på brystet, og gul flettet "østrigsk knude" (sújtás) på ærmerne, en matchende pelisse "pels" (en kort højtaljeret overjakke ofte slynget over den ene skulder), farvede bukser, undertiden med flettede gule østrigske knuder på forsiden og en kolbak (kucsma), en høj cylinderformet pelshue. Nogle regimenter bar tschako (csákó, en høj cylinderformet eller konisk hue af filt eller læder i forskellige stilarter) og høje ridestøvler.

## Danske husarer
Gardehusarregimentet blev grundlagt i 1762. Nu er det en enhed med fire bataljoner: en pansret infanteribataljon, et let bataljon og to træningsbataljoner. Gardehusarregimentet og Den Kongelige Livgarde er "livvagter" ud over at være operationelle hærenheder.  I bereden paradeuniform er Gardehusarregimentet de eneste husarer, der stadig bærer pelisse med tunge vandrete flettede guldsnore, der tidligere var karakteristiske for denne klasse af kavaleri.